# HIST1H1C
HIST1H1C‏ (Histone cluster 1 H1 family member c) هوَ بروتين يُشَفر بواسطة جين HIST1H1C في الإنسان.